# تون ویتن
تون ویتن (انگلیسی: Tone Wieten؛ زادهٔ ۱۷ مهٔ ۱۹۹۴) ورزشکار روئینگ اهل هلند است.
وی در مسابقات کشوری و بین‌المللی در مجموع برندهٔ ۲ مدال طلا، ۳ مدال برنز شده‌است.